# یحیی الغسانی
یحیی الغسانی (انگلیسی: Yahya Al-Ghassani؛ زادهٔ ۱۸ آوریل ۱۹۹۸) بازیکن فوتبال اهل امارات متحده عربی است.
از باشگاه‌هایی که در آن بازی کرده‌است می‌توان به باشگاه فوتبال الوحده امارات اشاره کرد.
وی همچنین در تیم‌های ملی فوتبال زیر ۲۳ سال امارات متحده عربی و امارات متحده عربی بازی کرده‌است.